# Фроловское (Владимирская область)
Фроловское — село в Юрьев-Польском районе Владимирской области. Входит в сельское поселение Красносельское. Расположено в 10 километрах к западу от города Юрьев-Польский.

## История
Первые упоминания села обнаруживаются в духовной грамоте великого князя Димитрия Донского (1389). Во владении Московской правящей династии находилось до 1691 года, когда было пожаловано боярам Петру и Василию Абрамовичам Лопухиным.
Церковь во Фроловском существовала уже в XIV веке. Деревянный храм, посвящённый Иоанну Богослову, неоднократно упоминается в письменных документах XVII века: в книгах Патриаршего казённого приказа записана «церковь Ивана Богослова в государеве дворцовом селе Фроловском» (1628), «Церковь Иоанна Богослова рублена клецки, ветха…» (1691).
В 1828 году вместо сгоревшей от удара молнии была заложена каменная церковь, сохранившаяся до настоящего времени (освящена в 1838 году), приделы освящены в честь иконы Казанской Божией Матери и Святителя Николая Мирликийского. Каменная колокольня сооружена в 1852 году. При церкви служил отец российского государственного деятеля В. М. Флоринского.
В XIX — начале XX века село входило в состав Ильинской волости Юрьевского уезда, с 1925 года — в составе Юрьевской волости Юрьев-Польского уезда Иваново-Вознесенской губернии. В 1859 году в селе числилось 54 дворов, в 1905 году — 60 дворов.
С 1929 года село являлось центром Фроловского сельсовета Юрьев-Польского района, с 1977 года — в составе Косинского сельсовета, с 2005 года — в составе Красносельского сельского поселения.

## Население
| 1859 | 1905 | 2002 | 2010 | 2021 |
| ---- | ---- | ---- | ---- | ---- |
| 412  | ↘401 | ↘202 | ↘148 | ↘110 |

## Достопримечательности
В селе расположена недействующая церковь Иоанна Богослова (1838).

## Известные жители
- 16 февраля 1834 года в селе родился Василий Маркович Флоринский — русский учёный, педагог и государственный деятель.